# Ellobius alaicus
Ellobius alaicus là một loài động vật có vú trong họ Cricetidae, bộ Gặm nhấm. Loài này được Vorontsov et al. mô tả năm 1969.